# Royal Rumble (2008)
Royal Rumble 2008 var det 21. Royal Rumble professionelle wrestling pay-per-wiew producerede af World Wrestling Entertainment (WWE). Det fandt sted den 27. januar 2008 ved Madison Square Garden i New York. Det er en tradition at vinderen af den 30 mands Royal Rumble Kamp vil få en titelkamp ved Wrestlemania for WWE Championship, World Heavyweight Championship eller ECW World Championship.

## Bagrund For RR 2008
Jeff Hardy vandt over Triple H ved Armageddon 2007 vinderne af kampen ville møde Randy Orton for hans WWE Championship.
Rey Mysterio vandt Beat the Clock Challenge ved et Smackdown shpw den 4 Januar efter han vandt over Edge i Main Eventen.
Finlay started dog med at vinde efter 9 Minutter & 46 sekunder.
Chavo Guerrero vandt over Funaki efter 6 minutter og 2.
Batista formåede ikke at slå Chavo Guerrero´s tid efter hans kamp mod Curt Hawkins & Zack Ryder i en 2-Mod-1 Handicaå kamp.
Undertaker skulle møde Matt Striker men Matt Striker kom ind i en dommer trøje og sagde at han ikke ville møde ham men Mark Henry & at Matt Striker ville være speciel dommer i kampen. Undertaker var lige ved at slå tiden med 15 sekunder igen efter Undertaker havde givet Marhk Henry og skulle tælle ham ud men efter at Matt Striker var kommet til 2 holdt han med at tælle ham ud og skyndte sig at forlade ringen.
Rey Mysterio var den sidste mand der skulle prøve og sæå Chavo Guerreo´s tid og det gjorde han med 30 sekunder igen vandt han over Edge efter hjælp fra både Batista & Undertaker.

## Royal Rumble Kvalifikation Kampe
- Umaga vandt over Hacksaw Jim Duggan i en kvalifikation kamp om at blive den første mand der kvalicerede sig til den 30 mands Royal Rumble Match.
- Snitsky vandt over Drew McIntyre ved et Raw ouse show den 4 Januar.
- Hardcore Holly vandt over Trevor Mudroch ved et Raw House show den 5 Januar.
- John Morrison & The Miz vandt over Jimmy Wang Yang & Shannon Moore ved et Smackdown show den 6 Januar.
- Hornswoolge & Mick Foley vandt over The Highlanders ved et Raw show den 7 Januar.
- Jamie Noble vandt over Chuck Palumbo ved et Smackdown show den 11 Januar.
- Carlito & Santino Marella vandt over DH Smith & Super Crazy ved et Raw house show den 13 Januar.
- Shawn Michaels vandt over Trevor Murdoch ved et Raw show den 14 Januar.
- Triple vandt en 3-Man Gauntlet Over The Top Rope Match ved et Raw show den 21 Januar.
- CM Punk vandt over Chavo Guerrero ved et WWE supershow den 26 Januar.

## Resultat
- Dark Match: Jimmy Wang Yang og Shannon Moore vandt over Deuce og Domino (4:10)
- Ric Flair vandt over MVP efter MVP gav op efter en Figure Four Leglock i en kamp om Ric Flair karriere hvis Ric Flair havde tabt havde en været tvunget til at stoppe wrestling karrieren.
- Edge vandt over Rey Mysterio efter en Speear i en kamp om Edge World Heavyweight Championship Title.
- Randy Orton vandt over Jeff Hardy efter en RKO.
- John Cena returnede efter en skade og vandt Royal Rumblen Matchen 2008 efter han gav Triple H en FU ud af ringen.